# Tall Poppy Syndrome
Tall Poppy Syndrome és el primer àlbum d'estudi publicat pel grup noruec de metal progressiu Leprous. Va ser gravat i mesclat al Black Lounge Studio/The Abyss per Jonas Kjellgren, i també va ser masteritzat per Alan Douchess al West West Side. Pel que fa a l'apartat artístic, Ritxi Ostáriz va dissenyar la portada. Tota la banda va col·laborar en la composició de la música i les lletres són treball de Halvor Strand i Tor Oddmun Suhrke.

## Llista de cançons
Totes les lletres han sigut escrites per Halvor Strand i Tor Oddmund Suhrke. Tota la música ha sigut composta per Leprous.
| Núm.          | Títol                 | Durada |
| ------------- | --------------------- | ------ |
| 1.            | «Passing»             | 8:31   |
| 2.            | «Phantom Pain»        | 6:51   |
| 3.            | «Dare You»            | 6:46   |
| 4.            | «Fate»                | 4:38   |
| 5.            | «He Will Kill Again»  | 7:32   |
| 6.            | «Not Even A Name»     | 8:47   |
| 7.            | «Tall Poppy Syndrome» | 8:28   |
| 8.            | «White»               | 11:31  |
| Durada total: | Durada total:         | 63:04  |

## Crèdits
- Einar Solberg - sintetitzador, veu
- Tor Oddmund Suhrke - guitarra, veu
- Øystein Landsverk - guitarra, cors
- Halvor Strand - baix
- Tobias Ørnes Andersen - bateria